# Liga Nacional de Birmania 2023
La Liga Nacional de Birmania 2023, denominada oficialmente como «Myanmar National League 2023», fue la 14.ª temporada de la Liga Nacional de Birmania, el máximo nivel de fútbol en el país. La temporada comenzó el 21 de febrero y finalizó el 18 de diciembre.
El Shan United fue el campeón defensor.

## Sistema de competición
Los 12 equipos jugaron un torneo de todos contra todos, por lo que cada club jugó frente a los rivales dos veces, una como local y otra como visitante. Por lo tanto, se jugó un total de 132 partidos, con 22 compromisos desarrollados por cada equipo.

## Equipos participantes
Un total de 12 equipos compitieron en la liga: 10 equipos de la temporada anterior, y dos equipos promovidos desde la LNB-2.
El club Rakhine United FC fue quien debería haber descendido a la Liga Nacional 2 de Birmania, sin embargo por la expansión de la liga fue anulado el descenso. Se sumaron a la máxima división el campeón de la división de plata: Dagon FC, y por el subcampeón Kachin United FC. En el caso de ambos clubes jugaron por primera vez en la máxima categoría de la liga birmana.

### Ascensos y descensos
| Pos. | Descendido de la Liga Nacional de Birmania 2022 |
| ---- | ----------------------------------------------- |
| 10.º | Rakhine United FC                               |

| Pos. | Ascendidos de la Liga Nacional 2 de Birmania 2022 |
| ---- | ------------------------------------------------- |
| 1.º  | Dagon FC                                          |
| 2.º  | Kachin United FC                                  |

### Datos generales
| Equipo                | Ciudad    | Estadio                      | Capacidad |
| --------------------- | --------- | ---------------------------- | --------- |
| Ayeyawady United FC   | Rangún    | Thuwanna YTC Stadium         | 32 000    |
| Dagon FC              | Rangún    | Yangon United Sports Complex | 3500      |
| Chinland GFA          | Chin      | ClareHall Chinknese          | 4000      |
| Hanthawaddy United FC | Bago      | Grand Royal Stadium          | 7000      |
| ISPE FC               | Mandalay  | Estadio Mandalarthiri        | 31 270    |
| Kachin United FC      | Myitkyina | Yangon United Sports Complex | 3500      |
| Mahar United FC       | Monywa    | Monywa Stadium               | 5000      |
| Myawady FC            | Naipyidó  | Estadio Wunna Theikdi        | 30 000    |
| Rakhine United FC     | Sittwe    | Wai Thar Li Stadium          | 7000      |
| Shan United FC        | Taunggyi  | Taunggyi Stadium             | 7000      |
| Yadanarbon FC         | Mandalay  | Bahtoo Stadium               | 17 000    |
| Yangon United FC      | Rangún    | Yangon United Sports Complex | 3500      |

## Desarrollo

### Tabla de posiciones
| Pos. | Equipo             | Pts. | PJ | G  | E | P  | GF | GC | Dif. | Clasificación 2024-25                |
| ---- | ------------------ | ---- | -- | -- | - | -- | -- | -- | ---- | ------------------------------------ |
| 1    | Shan United (C)    | 60   | 22 | 19 | 3 | 0  | 62 | 19 | +43  | Ronda de play-off de la Liga Desafío |
| 2    | Yangon United      | 51   | 22 | 16 | 3 | 3  | 57 | 13 | +44  |                                      |
| 3    | Hantharwady United | 37   | 22 | 12 | 1 | 9  | 35 | 25 | +10  |                                      |
| 4    | ISPE               | 32   | 22 | 9  | 5 | 8  | 38 | 31 | +7   |                                      |
| 5    | Dagon              | 31   | 22 | 9  | 4 | 9  | 33 | 31 | +2   |                                      |
| 6    | Myawady            | 31   | 22 | 9  | 4 | 9  | 34 | 38 | −4   |                                      |
| 7    | Mahar United       | 30   | 22 | 8  | 6 | 8  | 30 | 37 | −7   |                                      |
| 8    | Rakhine United     | 27   | 22 | 7  | 6 | 9  | 32 | 38 | −6   |                                      |
| 9    | Ayeyawady United   | 26   | 22 | 7  | 5 | 10 | 35 | 44 | −9   |                                      |
| 10   | Yadanarbon         | 23   | 22 | 5  | 8 | 9  | 25 | 32 | −7   |                                      |
| 11   | Chinland GFA (D)   | 12   | 22 | 3  | 3 | 16 | 22 | 70 | −48  | Descenso de categoría                |
| 12   | Kachin United (D)  | 10   | 22 | 2  | 4 | 16 | 17 | 40 | −23  | Descenso de categoría                |

 Fuente: Soccerway

### Resultados
| Local \ Visitante  | AYU | HTU | ISP | MWD | RKU | MHU | SHU | DSU | YAD | YGU | KCU | GFA |
| ------------------ | --- | --- | --- | --- | --- | --- | --- | --- | --- | --- | --- | --- |
| Ayeyawady United   |     | 1–0 | 0–2 | 2–3 | 2–2 | 2–2 | 1–3 | 3–2 | 0–1 | 1–2 | 5–3 | 4–1 |
| Hantharwady United | 1–0 |     | 1–2 | 2–0 | 3–2 | 3–0 | 1–2 | 1–0 | 1–3 | 1–2 | 2–0 | 4–1 |
| ISPE               | 2–3 | 3–0 |     | 2–0 | 4–0 | 3–0 | 1–3 | 0–1 | 1–1 | 0–4 | 4–0 | 2–2 |
| Myawady            | 0–1 | 1–1 | 2–1 |     | 2–3 | 4–2 | 1–4 | 1–1 | 3–1 | 3–2 | 1–3 | 4–1 |
| Rakhine United     | 2–2 | 0–1 | 1–1 | 1–2 |     | 1–3 | 1–2 | 3–4 | 2–1 | 1–4 | 0–0 | 3–1 |
| Mahar United       | 2–1 | 3–2 | 0–0 | 1–3 | 0–0 |     | 0–1 | 0–0 | 0–0 | 1–0 | 3–1 | 3–1 |
| Shan United        | 5–1 | 2–1 | 2–0 | 4–0 | 3–0 | 4–1 |     | 3–1 | 3–2 | 0–0 | 3–2 | 5–1 |
| Dagon              | 2–2 | 0–3 | 2–3 | 1–0 | 1–3 | 4–0 | 2–3 |     | 2–1 | 0–1 | 1–0 | 3–1 |
| Yadanarbon         | 3–0 | 0–1 | 1–1 | 1–1 | 1–1 | 0–0 | 2–4 | 2–1 |     | 0–3 | 0–0 | 2–0 |
| Yangon United      | 4–1 | 2–0 | 4–1 | 3–1 | 1–2 | 4–0 | 0–0 | 0–0 | 4–0 |     | 2–1 | 9–0 |
| Kachin United      | 1–2 | 0–3 | 2–4 | 0–1 | 0–2 | 0–2 | 0–0 | 0–1 | 2–2 | 0–1 |     | 2–0 |
| Chinland GFA       | 1–1 | 1–3 | 2–1 | 1–1 | 0–2 | 3–5 | 1–6 | 1–4 | 2–1 | 0–5 | 1–0 |     |

## Estadísticas

### Goleadores
- Fuente: Página oficial del torneo.[3]